# Elusa binocula
Elusa binocula là một loài bướm đêm trong họ Noctuidae.